# Вејкфилд (Масачусетс)
Вејкфилд (енгл. Wakefield) насељено је место без административног статуса у америчкој савезној држави Масачусетс.

## Демографија
По попису из 2010. године број становника је 24.932, што је 128 (0,5%) становника више него 2000. године.
| Група             | 2000.          | 2010.          |
| Белци             | 23.902 (96,4%) | 23.181 (93,0%) |
| Афроамериканци    | 111 (0,4%)     | 229 (0,9%)     |
| Азијати           | 354 (1,4%)     | 660 (2,6%)     |
| Хиспаноамериканци | 204 (0,8%)     | 575 (2,3%)     |
| Укупно            | 24.804         | 24.932         |